# Коршуново (Глазовський район)
Ко́ршуново (рос. Коршуново) — присілок в Глазовському районі Удмуртії, Росія.

## Населення
Населення — 11 осіб (2010; 40 в 2002).
Національний склад станом на 2002 рік:
- удмурти — 87 %

## Урбаноніми[3]
- вулиці — Західна, Коршуновська, Східна, Шкільна